# Kanton Bourg-Saint-Andéol
Bourg-Saint-Andéol is een kanton van het Franse departement Ardèche. Het kanton maakt deel uit van het arrondissement Privas.

## Gemeenten

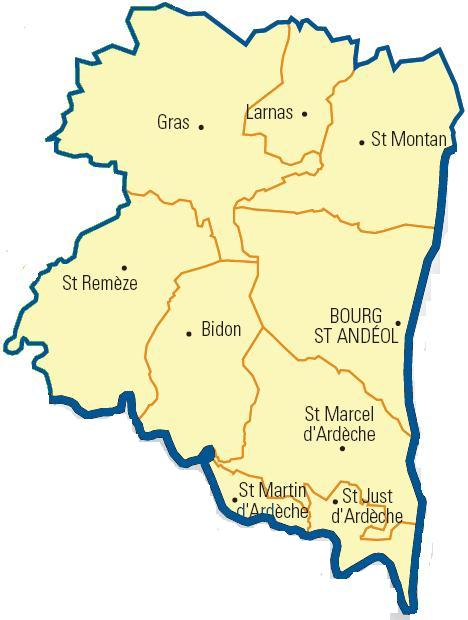
Ligging van gemeenten in het kanton voor 2015

Het kanton Bourg-Saint-Andéol omvatte tot 2014 de volgende gemeenten:
- Bidon
- Bourg-Saint-Andéol (hoofdplaats)
- Gras
- Larnas
- Saint-Just-d'Ardèche
- Saint-Marcel-d'Ardèche
- Saint-Martin-d'Ardèche
- Saint-Montan
- Saint-Remèze

Door de herindeling van de kantons bij decreet van 13 februari 2014, met uitwerking op 22 maart 2015, werd de gemeente Saint-Remèze overgedragen aan het kanton Vallon-Pont-d'Arc en de gemeente Viviers aan het kanton toegevoegd.